# Шпандлер, Чаба
Чаба Шпандлер (венг. Spandler Csaba; род. 7 марта 1996, Мор, Венгрия) — венгерский футболист, защитник клуба «Фехервар».

## Клубная карьера
Шпандлер — воспитанник клуба «Видеотон». В 2014 году подписал профессиональный контракт с клубом «Академия Пушкаша». 1 августа в матче против «Печи» он дебютировал в чемпионате Венгрии. В начале 2016 года на правах аренды играл за «Чаквари». Летом того же года он вернулся в «Академию Пушкаша» и помог клубу выйти в элиту. 23 апреля в поединке против «МТЕ 1904» Шпандлер забил свой первый гол за клуб.
Летом 2023 года перешёл в «Фехервар», подписав трёхлетний контракт. 29 июля дебютировал за клуб в матче чемпионата против «Уйпешта»